# Магдалинівська сільська рада
Магдали́нівська сільська́ ра́да — адміністративно-територіальна одиниця та орган місцевого самоврядування в Чаплинському районі Херсонської області. Адміністративний центр — село Магдалинівка.

## Загальні відомості
Магдалинівська сільська рада утворена в 1918 році.
- Територія ради: 76 км²
- Населення ради: 1 070 осіб (станом на 2001 рік)

## Населені пункти
Сільській раді підпорядковані населені пункти:
- с. Магдалинівка
- с. Андріївка
- с. Чорна Долина

## Склад ради
Рада складалася з 14 депутатів та голови.
- Голова ради: Комарова Неля Миколаївна
- Секретар ради: Качуринська Ольга Станіславівна

### Керівний склад попередніх скликань
| Прізвище, ім'я, по батькові | Основні відомості                                                         | Дата обрання | Дата звільнення |
| --------------------------- | ------------------------------------------------------------------------- | ------------ | --------------- |
| Комарова Неля Миколаївна    | Сільський голова, 1968 року народження, освіта вища, член Народної партії | 26.03.2006   | 31.10.2010      |
| Комарова Неля Миколаївна    | Сільський голова, 1968 року народження, освіта вища, член Партії регіонів | 31.10.2010   |                 |

Примітка: таблиця складена за даними сайту Верховної Ради України

### Депутати
За результатами місцевих виборів 2010 року депутатами ради стали:

#### За суб'єктами висування
| Суб'єкт висування           | Кількість обраних депутатів | %  |
| --------------------------- | --------------------------- | -- |
| Комуністична партія України | 7                           | 50 |
| Партія регіонів             | 7                           | 50 |

#### За округами
| № округу                    | Прізвище, ім'я, по батькові     | Дата визнання обраним | Освіта             | Партійна приналежність            | Відомості про обраного депутата                              |
| --------------------------- | ------------------------------- | --------------------- | ------------------ | --------------------------------- | ------------------------------------------------------------ |
| Комуністична партія України |                                 |                       |                    |                                   |                                                              |
| 4                           | Ситнік Рита Володимирівна       | 01.11.2010            | середня спеціальна | позапартійна                      | Магдалинівський відділ зв'язку, начальник відділення зв'язку |
| 5                           | Малюзіна Ірина Іванівна         | 01.11.2010            | вища               | позапартійна                      | Магдалинівський дитячий садок, завідувачка                   |
| 7                           | Брант Ганна Павлівна            | 01.11.2010            | середня            | позапартійна                      | тимчасово не працює                                          |
| 8                           | Лубенко Валентина Юріївна       | 01.11.2010            | вища               | позапартійна                      | Магдалинівська загальноосвітня школа, вчитель                |
| 10                          | Качуринська Ольга Станіславівна | 01.11.2010            | вища               | член Комуністичної партії України | Магдалинівська сільська рада, секретар                       |
| 12                          | Костенко Діна Вікторівна        | 01.11.2010            | вища               | позапартійна                      | Магдалинівський дитячий садок, помічник вихователя           |
| 14                          | Рибцева Валентина Митрофанівна  | 01.11.2010            | середня            | позапартійна                      | Магдалинівська ветеринарна лікарня, завідувачка              |
| Партія регіонів             |                                 |                       |                    |                                   |                                                              |
| 1                           | Маскаль Тетяна Василівна        | 01.11.2010            | середня спеціальна | позапартійна                      | Магдалинівська сільська рада, землевпорядник                 |
| 2                           | Зінченко Наталя Василівна       | 01.11.2010            | середня спеціальна | позапартійна                      | Магдалинівська сільська рада, бухгалтер                      |
| 3                           | Ткач Євгенія Олександрівна      | 01.11.2010            | середня спеціальна | позапартійна                      | тимчасово не працює                                          |
| 6                           | Ткач Інна Сергіївна             | 01.11.2010            | вища               | позапартійна                      | Магдалинівська загальноосвітня школа, вчитель-психолог       |
| 9                           | Кузьменко Любов Федорівна       | 08.11.2010            | середня спеціальна | позапартійна                      | Магдалинівська сільська бібліотека, бібліотекар              |
| 11                          | Чиркова Раїса Василівна         | 01.11.2010            | середня спеціальна | позапартійна                      | тимчасово не працює                                          |
| 13                          | Маланчина Оксана Павлівна       | 01.11.2010            | середня            | позапартійна                      | тимчасово не працює                                          |

## Населення
Згідно з переписом УРСР 1989 року чисельність наявного населення сільської ради становила 1206 осіб, з яких 568 чоловіків та 638 жінок.
За переписом населення України 2001 року в сільській раді мешкало 1065 осіб.

### Мова
Розподіл населення за рідною мовою за даними перепису 2001 року:
| Мова       | Відсоток |
| ---------- | -------- |
| українська | 92,71 %  |
| російська  | 4,95 %   |
| молдовська | 1,78 %   |
| білоруська | 0,28 %   |
| інші       | 0,28 %   |